# トルテカ帝国

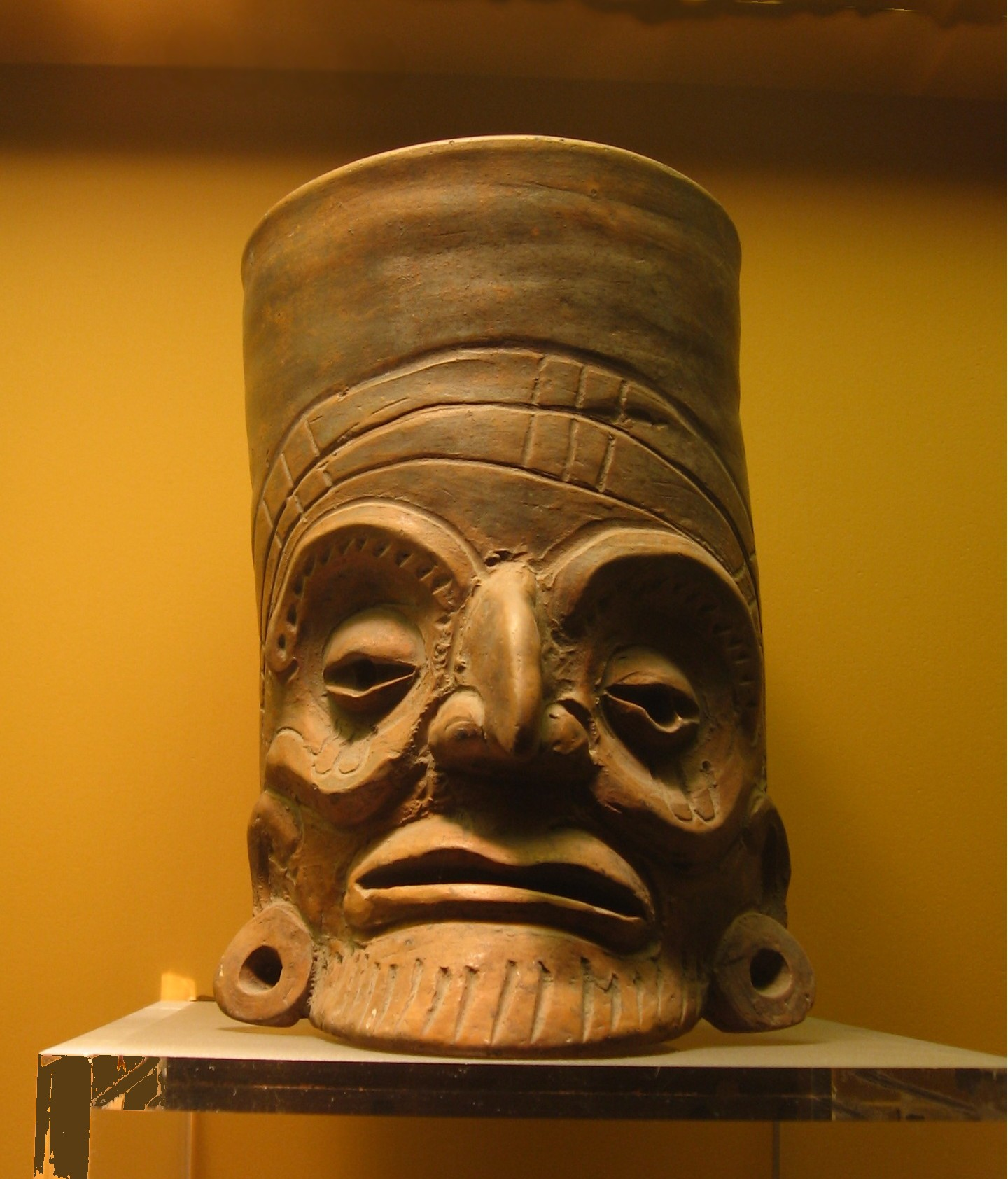
顔面陶器

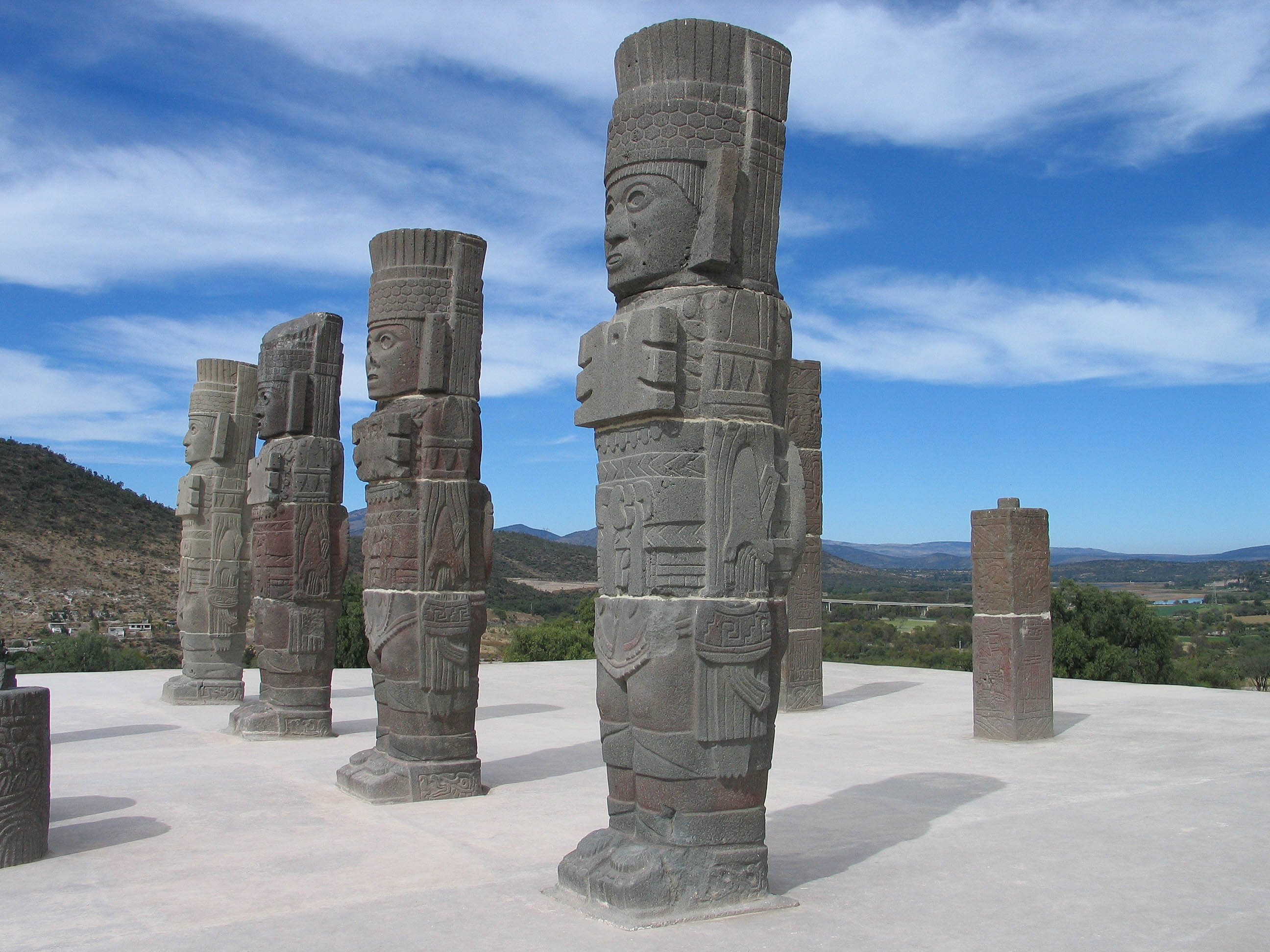
トルテカ戦士の石像

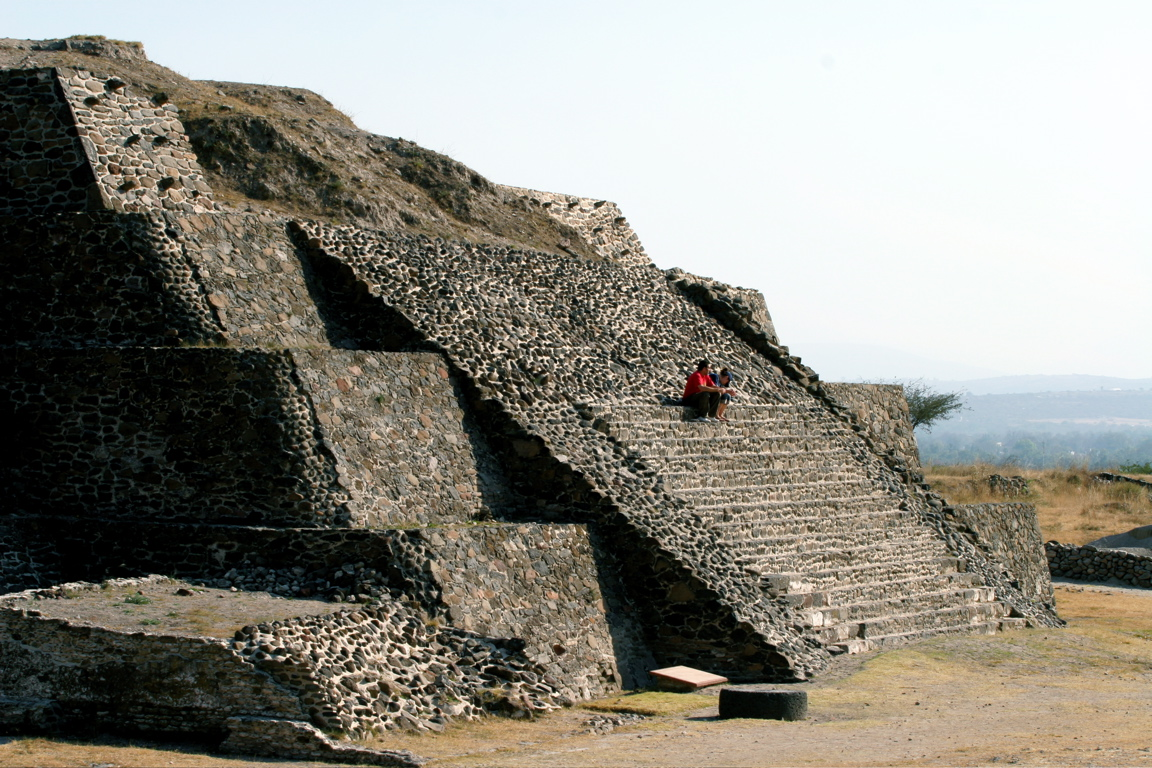
トルテカのピラミッド

トルテカ帝国（トルテカていこく）は、メソアメリカ（メキシコ）に、テオティワカン崩壊後、チチメカ侵入前までに存在したと考えられてきた伝承上の帝国。トルテカ帝国の存立したとされる時期は、年代で言えば7世紀頃〜12世紀頃に当たるが、12世紀とされるチチメカ侵入を11世紀に置く研究者もいる。テスカトリポカとトピルツィンとケツァルコアトルの伝説などで知られるこの帝国は、メキシコ中央高原を支配したとされた。
トルテカにまつわる伝承の多くにあらわれる「トゥラン」あるいは「トゥーラ」が、これらの語が「都市」を表す普通名詞でもあるにもかかわらず、具体的なトゥーラ遺跡のひとつであるトゥーラ・シココティトラン（イダルゴ州トゥーラ。以下、便宜上単に「トゥーラ」と記す）を指すと考え、その実在を主張する説は、研究者の間でも長くあとをたたなかった。その大きな原因をつくったのはメキシコの歴史家として知られるウィグベルト・ヒメネス・モレーノであった。ヒメネス・モレーノは、文献記述中のさまざまな部族の移動ルートを検証し、地理的な記述、王朝の系図を暦関連の記述、ケツァルコアトルに関する伝承を突合し、イダルゴ州トゥーラが伝承上の「トゥーラ」であることをつきとめたが、他の成果については、後述するように複雑な資料操作による矛盾を指摘する研究者もいる。

## ヒメネス・モレーノ説とトルテカ「帝国」伝承

### トルテカ帝国伝承
そのような考え方は、ヒメネス・モレーノ説に沿って伝承を解釈する記述で、1960年代の欧米の研究者の著作にみられる。たとえば、ユーリー・クノーロゾフのマヤ文字解読の成果をアメリカでいち早く認めるなど国際的にも第一人者とされるマイケル・コウが1962年に著したMexcoに典型的にみることができる。トルテカ帝国は、かっては、メキシコ西部のウト・アステカ語族に属する半文明化したチチメカであるトルテカ・チチメカ族とノノアルカと呼ばれるプエブラ州およびメキシコ湾岸に住む彫刻や建築をよくする職人的な人々によって築かれたとする。中心的なのはトルテカ・チチメカであった、とする（コウ1975,p.162）。
ヒメネス・モレーノ説の図式を続けると、トルテカが繁栄したのは10世紀から12世紀半ばであるとしている。ミシュコアトル（「雲の蛇」、すなわち「天の川」）という伝説的指導者に率いられ、西シエラマドレ山脈の南部から、ハリスコ州北部、サカテカス州南部を通過して、中央高原に入った、それから、クールワカンの地にトルテカの人々が住むようになった、とする。ミシュコアトルの子が「一の葦の年」（紀元935年もしくは947年）に誕生したとされるセ・アカトル・トピルツインであり、成人になったときケツァルコアトルと名のったという。伝説上の羽毛の蛇ケツァルコアトル神としばしば同一視されるため文献批判を行う際に研究者を悩ませている。セ・アカトル・トピルツインは、黒い髭を生やし、肌は白く、髪が長かったとされる。
セ・アカトル・トピルツインは、首都をクールワカンからトゥランシンゴ、トゥーラに遷都した。
セ・アカトル・トピルツインは、自らの身をドゲで刺すなどをはじめとしてさまざまな宗教的な苦行を行い、ケツァル鳥の羽根の針やヒスイでできた刺をつくり、儀式の際に焚く香にヒスイ、トルコ石、赤い貝殻を燃やしたという。人身御供を好まず、鳥や蛇および蝶のみをいけにえとしてささげるなどの神官王として、「行動の見本を求めた。」「トウーラの法を定めた。」とされるほどの名声を得た。しかし、それは、彼にあきたらない「テスカトリポカ」を信奉する好戦的な戦士集団との権力抗争のもととなった。
「ケツァルコアトル」（おそらくセ・アカトル・トピルツイン）がトルテカの王であるとき、それを苦々しく考えた「テスカトリポカ」がクモに変身し王宮へいきプルケ酒を「ケツァルコアトル」にすすめた、とする。
「ケツァルコアトル」は、プルケ酒におぼれるようになって、心がすさむようになった。そのため、わざわいが「ケツァルコアトル」にふりかかり、首都であるアナワクを去らなければならなくなった。
または、「テスカトリポカ」は、ふんどしをつけずに緑のチレを売る商人に化けて、「ケツァルコアトル」の娘を誘惑して、婿入りを認めざるを得なくさせたり、小人と背骨が曲がって前かがみになった人々のような身体障碍をもつ人々を率いる戦士として「ケツァルコアトル」の味方につき、「ケツァルコアトル」が敵に倒されるようにしたり、トルテカの人々にあやつり人形をみせて、好奇心から集まってきたところを皆殺しにしようとするなどあの手この手で工作したという。
トルテカの人々は、「テスカトリポカ」を石打ちにして殺すことができても、その遺体が腐ることによる被害からのがれることができなかった、とされる。
「ケツァルコアトル」は、正気に戻り、敵の手に都をおめおめとわたすまいと、宮殿を焼き払い、宝物を隠してしまった。
アステカの「神官」たちは、「ケツァルコアトル」を引き止め、宝物の所在を聞き出そうとしたが、がんとして聞かず、メキシコ湾岸までくると蛇のいかだに乗って日が昇る方向（東）へ去っていった。この「ケツァルコアトル」が、マヤでいうククルカンであり、987年にマヤの地を征服したとされ、ユカタン半島の各地にメキシコ中高高原の勢力の侵入をうかがわせるナワ語地名の分布や建築様式、チチェン・イッツアの戦士の神殿の壁画などをはじめとする考古資料にもみられる。
セ・アカトル・トピルツインがトゥーラを去った年代としては、『クアウティトラン年代記』などの記述から、誕生から52年のサイクルが一巡した「一の葦の年」である紀元895年であるとする。一方、大井の紹介するヒメネス・モレーノ説による年代は紀元987年である。
また別の伝承によると、トルテカ族はウェイマツイン（「偉大なる手」）と称される神官に率いられてトゥランの地に訪れると、吉なる土地であるということで、6年間かけて都市が築いたという。トゥランの地は、鳥や獣が多く生息し、肥沃な土地で、果実がよく実ったので、「果実の土地」と呼ばれるようになった。トルテカの首長たちは、自分たちを治める王について協議し、チャルチウトラトナクという人物を王とした。
セ・アカトル・トピルツインの退位後、紀元994年にウェマク二世がトゥランの王となり、はじめは善政を行っていたものの、次第に横暴になっていき、各地に謀反や凶兆が頻発した。この状況を利用して呪術師のトウェヨは、催眠効果のある太鼓をならし、街の人々を狂ったように踊らせた後に、断崖に駆け上らせて自ら崖から転落するようにさせ、「この街は滅びる。」と言うやいなや、トゥランの街を囲む山々が激しくいっせいに噴火したという。トゥランの長老たちは、神々が怒っているので赦していただくために戦争でつかまえた捕虜をいけにえにしようとした。しかし、いけにえにした捕虜の若者からは、心臓のみならず血の一滴も出ず、かえってその死体が腐って、街じゅうに疫病が蔓延し、街中の人々が次々に死んでいったという。一方ウェマクは街中の人々の不幸をよそに、お気に入りの臣下たちと森をめぐっていると、神々に呼び止められウェマクのせいで災いが起こっていることについて問いただされた。ウェマクは自分の王位と富を安堵してほしいと詫びるふりをして媚びたため、神々はあきれてウェマクが自分の行いを自覚して、目を覚ますようにとあと6年間災いを下すと宣告して消えた。そして冬には厳しい寒さによって激しい霜が降り、夏には激しい日照りで川が干上がって草木は枯れて育たず、人々は飢饉に加えて冬は寒さ、夏は暑さにもだえ苦しんだ。激しい暴風雨が街を襲い、濁流と多数の大きなガマガエルが街路にあふれた。翌年には激しい旱魃とイナゴの大群で、作物はまったく育たず、畑は荒れ放題となった。その後にはひょうと激しい雷雨が降り注いだ。それは世界や大地といったものが叩き壊されるほどすさまじいものであった。これらの激しいわざわいのため、トゥランの街の9割の人々が死んでしまうほどであった。ウェマクはついに退位する決心をし、身分の低い妾腹の子であるアクシトルに王位を継がせると主張した。人々は、アクシトルの血筋のことで激しく反対し、ウェマクが譲らなかったので、二人の指導者を立てて反乱を起こそうとしたが、ウェマクがその二人に密使を送って望みのままに報償をやると伝えて翻意を促したのが功を奏したので、反乱は沙汰やみになった。
アクシトルも、最初は善政を行っていたが、やがて父王のような暴君になっていった。国内でいっせいに蜂起すると、反乱勢力に有力な呪術師のウェウェツインが味方したため、勢いが強かった。アクシトルも反乱の首領者たちを莫大な賄賂でまるめこむよう必死に工作を行っていた。そうこうしているうちにトゥランの周囲に住む異民族が、アナワクの肥沃な土地に侵入し、あちこち占拠するようになった。トルテカの賢人と称される人々は、この事態にどう対処するかと聖なる都とされたテオティワカンに集まり会議を行ったが、その席上に巨人があらわれて、20人ほどをむんずとつかんで、地面にたたきつけて殺したり、子どもの姿をした巨人の化身が現れると、頭が膿んで腐りだし、その激しい悪臭でバタバタと死者が出るなど会議がじゃまをされた。そのようなことがくりかえされ、挙句の果てにその巨人は、神々はお前たちを見限ってるから、何をしてもむだだ、と宣告した。トルテカの有力者たちは家族をひきつれて国から立ち去って行った。
また別の伝承によると、トルテカは干ばつになって、チチメカ族やノノアルカ族との抗争がおこり、ウェマクは1156年もしくは1168年にチャプルテペック（メキシコシティ西部）に遷都し、そこで自殺したとされる。トゥーラにわずかに残った人々も、メキシコ中央高原南部のメキシコ盆地、プエブラ盆地を通過する過程で、その地域を征服し、チョルーラへ移ったとする。

### 文献面を中心とした批判
大井邦明は、ヒメネス・モレーノ説の図式として、ミシュコアトルのときに、
「クルワカンを拠点に征服活動をくり広げ、」
セ・アカトル・トピルツインのときに
「汎メソアメリカ勢力に成長していく。その後九八七年に」「政争に敗れてトゥーラを去り、ユカタン地方へと移動し、マヤ・トルテカ文明を誕生させた。トルテカ帝国はやがて徐々に衰退し始め、一一六二年トゥーラ最後の王ウェマクの死で終焉を迎える。このトルテカ帝国の指標となる文化要素はマサパ系土器や冶金術などとされる。」（大井1985,p.191）
と紹介している。大井は、「トルテカ帝国」について、ヒメネス・モレーノが文献の年代がすべて間違っていて、改ざんされており、異なった都市の異なった人物の歴史とされているのは、特定の一都市の特定の一人物の記述であるという前提で資料操作を行っている、とし、文献の年代は基本的に正しく、改ざんは記述内容のみにとどまる、とした。具体的には、トルテカ・チチメカ族による歴史書『トルテカ・チチメカ史』でトゥーラに到着したのは1064年という記述がある一方で、『クアウティトラン年代記』では、同じ年にトルテカの時代が終焉したという記述があること、チチメカ族がトルテカ族を自称しているだけで、トゥーラを建設したとは述べていないこと、同じようにチチメカ族はテオテナンゴという都市を征服後、テオテナンカと名のっていることなどを挙げている。
しかし、この大井説は、メソアメリカ史や考古学者を悩ましているチチメカとヒメネス・モレーノの資料操作の矛盾や混乱をすっきり解決できるという大井の主張にもかかわらず、欧米を中心とする「主流派」研究者には全く受け入れられていない。
1960年代には、トルテカ帝国は、メキシコの東岸から西岸までメキシコ中央部の大部分を支配したと考えられていたが、このようなトルテカ帝国説の根拠として提示されたものの多くはきわめて不完全であって、タウンゼント (wikidata) は、「考古学上のたしかな手がかりはほとんどない」（タウンゼント2004,p.68）と、前置きしつつ、せいぜいトゥーラ周辺からやや西方のトルーカ盆地からメキシコ盆地の一部までを含む狭い範囲にとどまり、アステカのように貢納を強いて逆らう者は軍事力によって討伐する、という形であったろう、としている。

## 「帝国」説に対する考古学的な検証
トルテカ帝国が実在した根拠として、「トゥーラ」の北方450kmに位置するサカテカス州のラ・ケマーダ (La Quemada) が、米国南西部で得られるトルコ石の交易路を守るためのトルテカ帝国の要塞と想定されていたが、近年のベン・ネルソンの調査によって、古典期後期にあたる650年〜750年の遺跡であることが判明し、「トゥーラ」の全盛期である、トゥラン (Tollan) 期の950年頃〜1150年頃と大幅にずれることが明らかになった。また、鉛釉土器の装飾にトラロック神など「トゥーラ」の宗教シンボルとの類似が見られることから、グアテマラ太平洋岸が「トゥーラ」によって征服され、これらの土器がもたらされたという説もあったが、単に生産地のソコヌスコ地方の土器製作者が自発的に市場の好みに合わせて生産したものがメソアメリカ各地に流通しているという可能性も考えられる。